# Bitwa pod Lund
Bitwa pod Lund – starcie zbrojne, które miało miejsce 4 grudnia 1676 podczas wojny szwedzko-duńskiej (1675–1679) będącej częścią wielkiej europejskiej wojny Francji z koalicją.
Bitwa rozegrała się pomiędzy inwazyjną armią duńską a armią szwedzką Karola XI. Duńska armia licząca około 12 300 żołnierzy była osobiście dowodzona przez 30-letniego króla Danii Chrystiana V, którego wspomagał radą generał Carl von Arensdorff, natomiast szwedzką armią liczącą około 8 000 żołnierzy dowodził feldmarszałek Simon Grundel-Helmfelt.

## Wstęp
Po klęsce Szwedów pod Fehrbellin i licznych duńskich sukcesach na morzu, Duńczycy dojrzeli okazję do odzyskania utraconej w 1658 na mocy traktatu w Roskilde Skanii. Wkroczyli do Skanii przez Helsingborg w końcu czerwca 1676 z armią liczącą 14000 żołnierzy, i spotkali się ze wsparciem miejscowych włościan. To znacznie utrudniło silniejszym liczebnie wojskom szwedzkim skuteczną obronę niedawno zdobytej prowincji. W ciągu miesiąca tylko Malmö pozostało w rękach Szwedów.
W sierpniu duńskie wojska spróbowały posunąć się na północ, lecz szwedzki król Karol XI przygotował nową armię w prowincji Smalandia, i duński pochód został zatrzymany w bitwie pod Halmstad. Szwedzi zebrali w październiku 14 000 żołnierzy – z czego aż 3/4 to kawaleria – gotowych do marszu na południe. Próbowali przerwać oblężenie Malmö. Nie udało się to jednak z powodu ciągłego zagrożenia linii komunikacyjnych przez częste przechwyty dokonywane przez miejscowych wieśniaków kierowanych przez duńskich oficerów.
Na początku listopada król Danii i jego armia rozłożyły się na leże zimowe w okolicach Lund, na południe od rzeki Kävlinge. Duńczycy kontrolowali wszystkie przeprawy, więc szwedzka armia zmuszona była założyć obóz na północnej stronie rzeki.
Sytuacja taka utrzymywała się już niemal miesiąc, lecz w końcu listopada zaczęły się opady śniegu a powierzchnia rzeki zaczęła zamarzać. Rankiem 3 grudnia szwedzki generał ds. fortyfikacji (tłum z ang. General of Fortifications) Erik Dahlbergh zawiadomił króla że lód na rzece jest już dostatecznie mocny. Duńczycy przypuszczali, że Szwedzi odeszli do zimowego obozu i nie zaatakują aż do wiosny.
Król Szwecji Karol XI doszedł do wniosku, że jego głodująca armia nie wytrzyma już długo w Skanii i postanowił działać natychmiast.

## Bitwa
Przed zmrokiem szwedzka armia zwinęła obóz i rozpoczęła przygotowania do przeprawy przez rzekę pod osłoną bezksiężycowej nocy. Między 4:00 a 5:30 wszystkie szwedzkie wojska z powodzeniem przedostały się na drugi brzeg rzeki i stanęły w gotowości bojowej. Duńczycy niczego nie spostrzegli.
Według wstępnego planu Szwedzi powinni zaatakować pogrążony we śnie duński obóz za pomocą kawalerii atakującej w kierunku południowo-wschodnim, lecz patrole rozpoznawcze doniosły, że teren pomiędzy obiema armiami jest nieodpowiedni dla działań kawaleryjskich. Karol XI i jego generałowie przystąpili do narady. Większość wskazywała na fakt, że duńska armia posiadała więcej piechoty, więc nie byłoby rozsądnym atakować używając własnych nielicznych piechurów. Długi marsz w kierunku duńskiego obozu na pewno zaalarmuje nieprzyjaciela i Szwedzi stracą w ten sposób przewagę zaskoczenia. Większość szwedzkiej armii stanowiła kawaleria.
Król pragnął natychmiastowego ataku, lecz został powstrzymany przez swych doradców. Rozkazał swym wojskom posuwać się w kierunku pagórków tuż za północny mur Lund, by uzyskać taktyczną przewagę. Oznaczało to lepszy teren dla działań kawalerii, a samo miasto miało chronić szwedzką południową flankę. Jednak Duńczycy przebudzili się i wkrótce odgadli szwedzkie zamiary. Szybko zwinęli obóz i ruszyli pośpiesznie by wyprzedzić Szwedów w osiągnięciu położonych na północ od Lund wzgórz.
Pierwsze walki o opanowanie wzgórz odbyły się pomiędzy szwedzkim prawym skrzydłem a lewym skrzydłem Duńczyków. Żadna ze stron nie wygrała, ale to Szwedzi objęli swoją kontrolą wzgórza i odparli Duńczyków na wschód.
O godzinie 9:00 rozpoczęła się generalna bitwa. Front rozciągał się na kilometr z północy na południe, z Duńczykami na wschodzie i Szwedami na zachodzie. Duńską armię wspierało 56 dział różnego kalibru, podczas gdy Szwedzi mieli ze sobą jedynie 8 dział 6-funtowych i 4 działa 3-funtowe.
Gdy bitwa już się zaczęła, Karol XI osobiście poprowadził manewr oskrzydlający duńską lewą flankę. Podczas walki, duński wódz Carl von Arenstorff został ciężko ranny, a całe lewe skrzydło było zmuszone do odwrotu o godzinie 10:00, co razem stanowiło poważny wstrząs dla duńskiej armii. Szwedzki król, a także feldmarszałek Helmfelt użyli kawalerii do pościgu za uciekającą duńską piechotą. Straszny pościg ciągnął się przez 8 kilometrów, sięgając aż do rzeki. Niektórzy duńscy oficerowie próbowali jeszcze zorganizować jakiś opór przeciwko Szwedom, jednak wielu Duńczyków zostało zmuszonych do wejścia na lód. Lód nie wytrzymał i wielka liczba duńskich żołnierzy lewego skrzydła utonęła.
Jednak, gdy duńskie lewe skrzydło rzuciło się do ucieczki, prawe spychało Szwedów coraz bardziej do tyłu, aż w końcu i szwedzkie lewe skrzydło poszło w rozsypkę. Z powodu nieobecności króla Danii Chrystiana V oraz ponieważ generał Arenstorff był ranny, dowództwo nad armia duńską przejął Friedrich von Arenstorff, brat generała. Duński front w tym momencie obrócony był na południe, a szwedzkie siły znalazły się pod ciągłym atakiem i opierały się tyłem o mury Lund. W miarę trwania bitwy sytuacja Szwedów coraz bardziej się pogarszała. Do tego od wielu godzin nie było wiadomości od króla ani od kawalerii Househola ani od feldmarszałka. Szwedzi cały czas musieli walczyć z przeważającymi siłami wojsk duńskich. Napierający Duńczycy mieli 4 500 piechoty i 2 100 kawalerii, podczas gdy Szwedzi tylko 1 400 piechoty i 2 500 kawalerii. Zamiast zarządzić kolejny atak, Friedrich von Arenstorff rozkazał duńskiej armii by się przegrupowała, wstrzymując na krótko bitwę.
W tym czasie nad rzeką król Szwecji rozważał następne posunięcie. Wieści dochodzące z miasta były rzadkie i sugerowały, że cała duńska armia jest w ruchu.
Chociaż kusiło go dalsze gromienie uciekającej duńskiej kawalerii na drodze do Landskrony, zdołał się jednak opanować i zdecydował się wrócić do swej armii w Lund.
Bitwa pod Lund została wznowiona a Szwedzi byli spychani coraz bardziej. Jednak jeszcze przed zachodem słońca około godziny 15:00 wrócił z północy wraz ze swą kawalerią król Szwedów, łącząc się z częścią jednostek szwedzkiej kawalerii rozbitego lewego skrzydła. Zdecydował się spróbować okrążyć duńską armię w kierunku zachodnim, by połączyć się z resztkami szwedzkiego centrum. Duński wódz Arenstorff zdecydował się zatrzymać ofensywę na szwedzkie centrum i skierował się na północny zachód przeciwko nieprzyjacielskiej kawalerii. Obie strony uszykowane były podobnie jak na początku bitwy przed 6 godzinami.
Król Karol XI i jego generałowie postanowili przebić się przez duńską linię i połączyć z uszczuplonym szwedzkim centrum. Podczas gdy Arenstorff wciąż atakował kawalerię szwedzką na północy, powrót króla Szwecji tchnął nowego ducha w wyczerpane walką wojska, które uderzyły na Duńczyków od tyłu. Chociaż Duńczycy nadal mieli przewagę liczebną Arenstorff utracił inicjatywę i już po 30 minutach jego armia została rozbita. Karol XI chciał w pełni wykorzystać zwycięstwo i dokończyć Duńczyków. Resztki duńskiej kawalerii szybko ulotniły się w mrokach nadchodzącej nocy. Pomimo że duński generał Bibow dzielnie ochraniał odwrót duńskiej piechoty, masakra trwała i ginęło wielu duńskich piechurów do momentu, gdy feldmarszałek Helmfelt nakazał wstrzymanie rzezi i oszczędzenie otoczonych żołnierzy duńskich i holenderskich. O 17:00 ogłoszono zawieszenie broni.

## Po bitwie
Chociaż ciała były dokładnie liczone następnego dnia po bitwie, oryginalne zapiski zginęły, więc dokładne straty są nieznane. Ówczesne szwedzkie źródła szacują liczba zabitych na 8 300 do 9 000 ciał na polu bitwy, wyłączając z tego Duńczyków, którzy utonęli po załamaniu się lodu oraz tych rannych, którzy umarli w następnych tygodniach. Jedno z ówczesnych duńskich źródeł mówi o 9 300 zabitych. Biorąc pod uwagę wielkość obu armii, straty były niezwykle wysokie po obu stronach. Holenderska piechota zgodnie z różnymi źródłami poniosła szczególnie wysokie straty: na 1300 żołnierzy przeżyło tylko kilka tuzinów. Bitwa pod Lund ciężko uszkodziła obie armie i jest znana jako najkrwawsza w historii Skandynawii.
Szwedzkie zwycięstwo często przypisuje się składowi ich armii, która miała znacznie mniejszą liczbę najemników. Szwedzki zwyczaj mieszania kawalerii i piechoty pozwalał Szwedom na dokonywanie błyskawicznych kontrataków, w przypadku nieudanych ataków piechoty. Duńczycy z kolei nadal używali przestarzałej taktyki karakolu (chyba już jako jedyni w Europie), rujnując szybkość i zwinność swojej kawalerii.
Zwycięstwo pod Lund służyło jako znakomity przykład wysokiego morale szwedzkiej armii. Karol XI był krytykowany za to, że dał się ponieść swemu sukcesowi na prawym skrzydle, opuszczając na dłuższy czas swą armię pod Lund. Pomimo tego dzięki tej bitwie Karol XI zdobył sobie wielką popularność w swoich wojskach. Resztki duńskich sił zmuszone zostały do schronienia się w twierdzy Landskrona. Duńczycy zasileni wkrótce przez sprzymierzone siły cesarskie jeszcze raz zmierzyli się ze Szwedami w bitwie pod Landskroną.